# Drwale (serial telewizyjny)
Drwale (Barkskins) – amerykański serial dramatyczny, którego premiera odbyła się 25 maja 2020, w National Geographic. Film oparty jest na bestsellerowej powieści pisarki E. Annie Proulx, z 2016 roku, o tym samym tytule.
Film opowiada historię dwóch imigrantów – drwali René Sela i Charlesa Duqueta do Nowej Francji, oraz historię ich potomków. Akcja filmu rozciąga się na ponad 300 lat i przedstawia wylesianie Ameryki od czasu przybycia Europejczyków, aż do współczesnej epoki globalnego ocieplenia.
10 lutego 2019 ogłoszono, że David Slade wyreżyseruje odcinek pilotażowy serialu, oraz będzie producentem wykonawczym.